# Swantje Lampert
Swantje Lampert (* 1973) ist eine österreichische Jazzmusikerin (Tenorsaxophon, Komposition).

## Leben und Wirken
Lampert studierte zunächst Rechtswissenschaften. Mit 22 Jahren entdeckte sie für sich das Saxophon und nahm Unterricht bei Ulrich Drechsler in Graz; von 1999 bis 2004 studierte sie am Konservatorium der Stadt Wien Jazzsaxophon und Jazzpiano bis zum Diplom. Zwischen 2006 und 2009 vertiefte sie mit Schwerpunkt auf Komposition und Produktion am Berklee College of Music in Boston (Bachelor mit Summa cum laude 2009).
Seit 2009 ist Lampert als freischaffende Musikerin tätig. Sie arbeitete mit Richard Oesterreicher, Betty Semper, Gina Schwarz, Celia Mara, Martin Spitzer, Hannes Strasser, Julia Siedl, Markus Geiselhart, Herwig Gradischnig, Robert Bachner sowie den Bigbands von Alexander Ehrenreich und Barbara Bruckmüller. Gemeinsam mit der Pianistin Barbara Rektenwald bildete sie 2009 das Duo The FeMale Jazz Art, das 2010 bei ATS Records das Album Moods vorlegte. 2013 entstand daraus das Female Jazz Art  Quartet (Auf nach Spitzbergen). Sie gründete ihr eigenes Quartett, für das sie auch schrieb. Im Trio mit Karol Hodas und Christian Eberle veröffentlichte sie 2020 bei Alessa Records das Album SWANtje/Now!, dem 2023 Phoenix folgte. Weiterhin komponierte und arrangierte sie für das Vienna Big Band Project, die Barbara Bruckmüller Bigband, das Kalistos Orchstra und The FeMale Jazz Art.
Lampert ist zudem an der Musikschule Vösendorf tätig.